# 50 Гидры
50 Гидры (лат. 50 Hydrae), HD 124206 — двойная звезда в созвездии Гидры на расстоянии приблизительно 223 световых лет (около 68,3 парсек) от Солнца. Видимая звёздная величина звезды — +5,079m.

## Характеристики
Первый компонент — оранжевый гигант спектрального класса K0, или K2III, или K3III. Масса — около 2,159 солнечной, радиус — около 12,798 солнечного, светимость — около 69,836 солнечной. Эффективная температура — около 4508 K.
Второй компонент — коричневый карлик. Масса — около 16,76 юпитерианской. Удалён в среднем на 1,933 а.е..